# Parque Nacional Mbaéré-Bodingué
O Parque Nacional Mbaéré-Bodingué é um parque nacional localizado no sudoeste da República Centro-Africana. Cobre 866 km². O Parque está localizado entre os rios Mbaéré e Bodingué.

## Flora e fauna
O Parque inclui savana, floresta de várzea e floresta tropical. A área é um biótopo para elefantes, gorilas, búfalos, chimpanzés, hipopótamos e mais de 400 espécies diferentes de pássaros.